# Kvareli

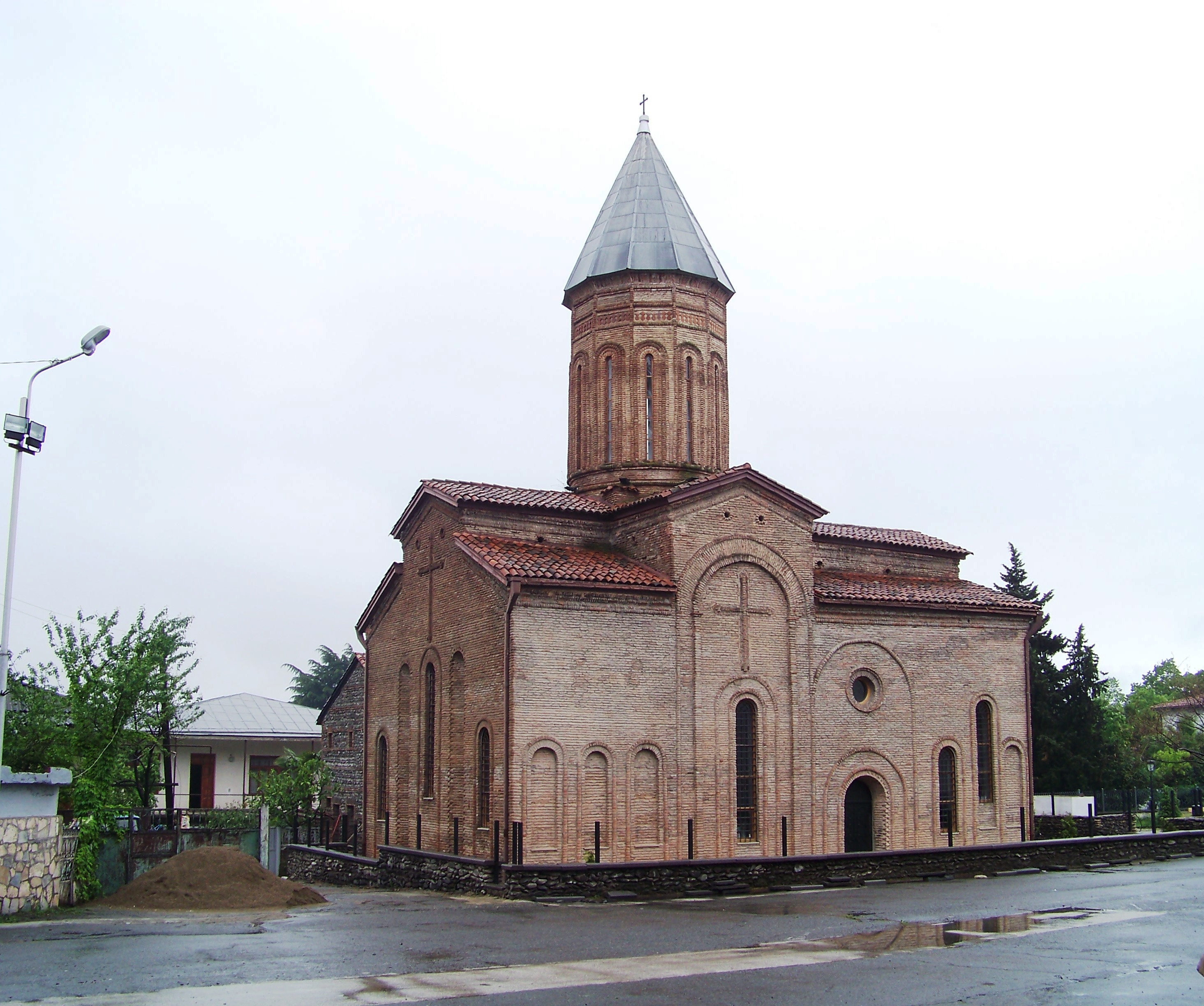
Kvareli

Kvareli (gruzínsky: ყვარელი) je gruzínské okresní město okresu Kvareli nacházející se v severovýchodní části provincie Kachetie. Rozprostírá se v Alazanském údolí, nedaleko úpatí Velkého Kavkazu. Jedná se o rodiště gruzínského spisovatele Ilji Čavčavadzeho, jehož opevněný dům je místním muzeem. V roce 2014 zde žilo 7739 obyvatel.
Město se nachází v centru kachetské vinařské oblasti a pěstuje se zde Kindzmaraulské polosladké červené víno.